# Atlantasellus cavernicolus
Atlantasellus cavernicolus é uma espécie de crustáceo da família Atlantasellidae.
É endémica das Bermudas.